# Operação Mascate
Operação Mascate é uma operação brasileira, deflagrada pela Polícia Federal em 2 de fevereiro de 2017. É um desdobramento da Operação Calicute, uma fase da Operação Lava Jato. A operação foi da Polícia Federal em conjunto com o Ministério Público Federal.
O agente fazendário Ary Ferreira da Costa Filho, ex-assessor especial de Sérgio Cabral foi preso na operação, na Via Dutra, no Rio de Janeiro. Durante a prisão, houve a suspeita de que Ary fosse fugir, por ter sido encontrado com ele três mil reais e uma cópia de seu visto dos Estados Unidos.